# Гросицкий, Андрей Борисович
Андрей Борисович Гросицкий (23 ноября 1934, Москва — 25 сентября 2017, там же) — современный российский художник.

## Биография
Родился 23 ноября 1934 года в городе Москве.
В 1959 году он окончил МГХИ имени В. И. Сурикова (мастерская Д. К. Мочальского).
В 1968 году вошел в Московский Союз художников.
Художник жил и работал в Москве.
Его стилистика и позиция сформировалась в 1960-х годах в кругу художников «другого искусства», московского андеграунда, таких как Илья Кабаков, Эрик Булатов, Иван Чуйков, Борис Турецкий, Юрий Злотников.
Работы находятся в ряде публичных коллекций, в том числе в Государственной Третьяковской галерее, Государственном Русском музее, Московском музее современного искусства, ряде региональных музеев России.
Скончался 25 сентября 2017 года в Москве, похоронен на Ваганьковском кладбище.

## Работы находятся в собраниях
- Государственная Третьяковская галерея, Москва.
- Государственный Русский музей, Санкт-Петербург.
- Государственный центр современного искусства, Москва.
- Московский музей современного искусства, Москва.
- Новый Иерусалим, Истра.
- ART4.RU, Москва.
- Новый музей, Санкт-Петербург.
- Серпуховский историко-художественный музей, Серпухов.
- Приморская краевая картинная галерея, Владивосток.
- Омский областной музей изобразительных искусств имени М. А. Врубеля, Омск.
- Пензенская областная картинная галерея имени К. А. Савицкого, Пенза.

## Выставки

#### Персональные выставки
2021 – Вещность. Московский музей современного искусства. Москва
2017-2018 – Ликующие краски. Галерея pop/off/art, Москва
2018 – «Археология взгляда». Выставочный зал РОСНАНО
2017 – «Чёрно-бело-серое», открытый клуб, Москва
2015 – Восемьдесят. Археология взгляда. Музей Москвы
2013 – Материи и материалы. Галерея pop/off/art, Берлин
2012 – Материи и материалы. Галерея pop/off/art, Москва
2009 – «Бутафория». Галерея pop/off/art, Москва
2007 – Андрей Гросицкий. Живопись. Графика. Из собраний Государственной Третьяковской галереи, Историко-Архитектурного и художественного музея «Новый Иерусалим» (г. Истра), частных собраний и собрания автора. Государственная Третьяковская галерея, Москва
2006 – «Застрявшие», галерея «Файн Арт», Москва (буклет)
2005 – «Галерея мастеров», Москва (буклет)
2002 – галерея RusArta, Москва (каталог)
2001 – «Магия объектов», галерея RusArta, Москва (буклет)
2000 – «Металлолом», галерея «Файн Арт», Москва
1999 – 2000 – Центр Карнеги, Москва
1998 – «Портреты», Российский Фонд культуры, Москва
1997 – «Жизнь вещей», галерея «А-3», Москва
1995 – «Стена отчуждения», галерея «7 гвоздей», Москва
1994 – галерея «А-3», Москва (совм. с Х. Ван де Утелаар)
1994 – «Андрей Гросицкий. Живопись и рисунки», Gregory gallery, Вашингтон, США (каталог)
1992 – 1993 – Историко-архитектурный и художественный музей «Новый Иерусалим», Истра, Моск. обл.
1991 – Центральный Дом художника, Москва
1988 – Дом культуры Института атомной физики им. И.В. Курчатова, Троицк, Московская обл.

#### Избранные групповые выставки
2021 – Полет как мечта. Театральный музей имени А. А. Бахрушина. Москва
2016 – «Образ и его интеллектуальный контекст». Omelchenko gallery, Москва
2014 – Международная ярмарка современного искусства ARTE FIERA, Болонья, Италия
2007 – 11-я международная художественная ярмарка «Арт-Москва», стенд галереи «Файн Арт», ЦДХ, Москва (каталог)
2006 – 10-я международная художественная ярмарка «Арт-Москва», стенд галереи pop/off/art, спецпроект «Банка. Музей современного искусства», ЦДХ, Москва (каталог)
2006 – «Невозможные соединения», галерея «А-3», Москва (каталог)
2005 – 2006 – «Открой дверь…», галерея «На Солянке», Москва
2005 – 2006 – «Коллаж в России. XX век», Государственный Русский музей, Санкт-Петербург (каталог)
2005 – «Избранное. Коллекция Михаила и Галина Красилиных», выставочный зал журнала «Наше наследие», Москва
2005 – аукцион «Гелос», Лондон (каталог)
2005 – «Произведения из частных коллекций», Берлин – Шпандау
2005 – 2006 – «Пути живописи», Историко-архитектурный и художественный музей «Новый Иерусалим»,Истра, Московская обл.
2005 – «Русский поп-арт», Государственная Третьяковская галерея, Москва (каталог)
2005 – «Классики и современники», галерея pop/off/art, Москва
2005 – «Художники без границ», Московский музей современного искусства, Москва (каталог)
2005 – «Запрещенное искусство. Послевоенный русский авангард. Из собрания Юрия Трайсмана», Музей искусств Сэмюэля П. Харна, Университет Флориды, Гэйнсвилль, Флорида, США
2005 – «Картина №1», галерея «А-3», Москва (каталог)
2005 – «Квартирные выставки 1956-1979 гг.», Музейный центр РГГУ, Москва (специальный проект 1-й Московской биеннале современного искусства) (каталог)
2004 – 2005 – «Художники без границ», выставочный зал, Кузнецкий мост, 20 (каталог)
2004 – «Мастерство и молодость», галерея «А-3», Москва
2004 – «Последняя? выставка», Российский Фонд культуры, Москва
2004 – благотворительный аукцион «Деятели искусств – будущим поколениям», посольство Нидерландов, Москва (каталог)
2004 – «Offnet die Tur…», Дрезден, ФРГ (каталог)
2004 – «Мир войны», Всероссийский музей народного и декоративно-прикладного искусства, Москва
2004 – «Эпизоды судьбы. Коллекция Александра Миронова», галерея «А-3», Москва
2003 – «Натюрморт», галерея «Файн Арт», Москва
2003 – выставка в рамках International Art Biennale Malta, галерея «А-3», Москва
2003 – «Фигуратив как абстракция», галерея «Сэм Брук», Москва
2002 – «Арт-Манеж», спецпроект «40 лет нонконформистского искусства», ЦВЗ «Манеж», Москва (каталог)
2002 – «Реакция», галерея «А-3», Москва
2002 – «Мастерство и молодость», галерея «А-3», Москва
2002 – «Летние каникулы», галерея «Файн Арт», Москва
2002 – «Пространство объекта», Всероссийский музей народного и декоративно-прикладного искусства, Москва
2002 – «Московская квартира», галерея «А-3», Москва
2002 – «Контр-эволюция», Всероссийский музей народного и декоративно-прикладного искусства, Москва
2002 – «Выставка произведений из собрания Аннамухамеда Зарипова», выставочный зал, Кузнецкий мост, 20, Москва (каталог)
2001 – 2-я Новосибирская международная биеннале станковой графики, Новосибирск (каталог)
2001 – «Московские художники круга галереи «А-3», Первая галерея, Махачкала
2001 – «Нонконформисты. 1955 – 1985. Хроника. Фотодокументы. Живопись. Из собрания Кенды и Якоба Бар-Гера», Московский музей современного искусства, Москва
2001 – «АтлАнтидА», галерея «А-3», Москва
2001 – «Летние каникулы», галерея «Файн Арт», Москва
2000 – Фестиваль «Фоком», галерея «А-3», Москва
2000 – «Коллекция Галины Осецимской», Московский центр искусств, Москва
2000 – Клуб «Творческие среды», ЦДХ, Москва
2000–2001 – «Запрещенное искусство. Послевоенный русский авангард. Из собрания Юрия Трайсмана», Музей искусств МакМаллен, Бостон Колледж; Честнат Хилл, Массачусетс, США; Брюс музей искусств и науки, Гринвич, Коннектикут, США
2000 – «Фоком-2000», выставочный зал «Новый Манеж», Москва
2000 – «Культурная столица», галерея «А-3», Москва
2000 – «Диалог поколений», Российская Академия художеств, Москва
2000 – «Выставка к 100-летию первого издания книги «Толкование сновидений» Зигмунда Фрейда», Российский Фонд культуры, Москва
1999 – 1-я Новосибирская международная биеннале станковой графики, Новосибирская картинная галерея, Новосибирск (каталог)
1999 – «Сердце отечества», галерея «А-3», Москва
1999 – «Идея музея СССР», Музей и общественный центр им. А. Сахарова, Москва
1999 – «Артмашина II. В пространстве цифры», галерея «А-3», Москва
1999 – «Натюрморт», галерея «Сэм Брук», Москва
1999 – Российский Фонд культуры, Москва
1999 – «Музей современного искусства. Русское искусство конца 1950-х – начала 1980-х гг. из собрания ГКСИ», ЦДХ, Москва
1999 – «Послевоенный русский авангард. Из собрания Юрия Трайсмана, США», Государственный Русский музей, Санкт-Петербург; Государственная Третьяковская галере; Музей искусств Университета Майами, Оксфорд, Огайо, США (каталог)
1999 – «Герои», выставочный зал «Новый Манеж», Москва (каталог)
1998 – «Фоком-98», ЦДХ, Москва
1998 – «Летние каникулы», галерея «Файн Арт», Москва
1998 – «Нонконформисты – второй русский авангард. 1955 – 1988. Коллекция Якоба и Кенды Бар-Гера», Самарский художественный музей, Самара
1998 – «Неизвестная Россия», Музей современного русского искусства, Джерси-Сити, Нью-Йорк, США
1998 – «Современный русский авангард. 1958 – 1998», Нижегородский государственный выставочный комплекс, Нижний Новгород
1999 – «Запрещенное искусство. Послевоенный русский авангард. Из собрания Юрия Трайсмана», Арт-Центр, Колледж Дизайна; Alyce de Roulet Williamson Gallery, Пасадена, Калифорния, США (каталог)
1997 – «Арт-Манеж», спецпроект «Современное искусство в коллекциях Е. Нутовича, А. Еремина», ЦВЗ «Манеж», Москва (каталог)
1997 – «Современное русское искусство в 15 судьбах», выставочный зал «Мючанрок», Будапешт
1997 – «Сюрреализм на службе революции», галерея «А-3», Москва
1997 – «Московские образы», галерея «А-3», Москва
1997 – «Мир коллекционера. Взгляд современника. Коллекция Е.М. Нутовича», Государственный музей изобразительных искусств им. А.С. Пушкина, Москва
1997 – «Гармония контрастов. Русское искусство второй половины XX века», Российская Академия художеств, Москва (буклет, каталог)
1997 – «Диалог поколений», Ярославский художественный музей, Ярославль
1997 – «Арт-Салон», ЦВЗ «Манеж», Москва
1997 – «Кредо», Российский Фонд культуры, Москва
1996 – «Искусство в интерьере», выставочный зал «Малый Манеж», Москва
1996 – галерея «Москоу Файн Арт», Москва
1996 – «Нонконформисты – второй русский авангард. 1955 – 1988. Коллекция Якоба и Кенды Бар-Гера», Государственный Русский музей, Санкт-Петербург; Государственная Третьяковская галерея, Москва; Штеделевский институт и Городская галерея, Франкфурт-на-Майне (каталог)
1996 – «Avant-garde from Russia», Gregory gallery, Нью-Йорк, США
1996 – Библиотека иностранной литературы, Москва
1996 – галерея журнала «Социум», Москва
1996 – «Диалог поколений», галерея «А-3», Москва
1995 – «Между телесностью и знаком», выставочный зал, 1-я Тверская-Ямская, 20, Москва
1995 – «А-1, А-2, А-3», галерея «А-3», Москва
1995 – «Выставка коллекции Александра Глезера», Государственный музей изобразительных искусств им. А.С. Пушкина, Москва (каталог)
1995 – «Искусство без барьеров», выставочный зал, 1-я Тверская-Ямская, 20, Москва
1995 – галерея Mur-Mur, Париж, Франция
1995 – аукцион «Современное русское искусство», отель Drouot, Париж, Франция (каталог)
1995 – «Автономное искусство», галерея «Le Chat», ЦДХ, Москва
1995 – «Художники нон-конформисты в России. 1957 – 1995. Коллекция современного искусства
Государственного музея Царицыно, Москва», Музей Вильгельм Хак, Людвигсхафен-на-Рейне; Доумента-Халле, Кассель; Музей Линденау, Альтенбург, ФРГ; ЦВЗ «Манеж», Москва
1994 – выставка из собрания Историко-архитектурного и художественного музея «Новый Иерусалим», галерея «А-3», Москва
1994 – выставка-презентация галерей «Мелихов», «М’арс», «Школа» и др., ул. Танеевых, 5, Москва
1994 – «Социум-галерея», выставочный зал, Кузнецкий мост, 11, Москва
1994 – «Из коллекции Инкомбанка», Челябинская областная картинная галерея, Челябинск; Ульяновский областной художественный музей, Ульяновск; Самарский областной художественный музей, Самара; Омский областной музей изобразительных искусств им. М.А. Врубеля, Омск; Екатеринбургский музей изобразительных искусств, Екатеринбург; Магнитогорская областная картинная галерея, Магнитогорск
1994 – «Нет! - и конформисты. Образы советского искусства 50-х до 80-х годов», Музей им. К. Дуниковского, Дворец в Круликарне, отделение Национального музея в Варшаве, Польша; Государственный Русский музей, Санкт-Петербург (каталог)
1994 – галерея «Москоу Файн Арт», Москва
1994 – «Клаустрофобия цвета», Киноцентр, Москва (каталог)
1993 – Культурный центр РИА «Новости», Москва
1993 – «Арт-Миф’93», стенд Gregory gallery, ЦВЗ «Манеж», Москва (каталог)
1993 – галерея «Мелихов», Москва
1993 – Библиотека иностранной литературы, Москва
1993 – Клагенфурт, Австрия
1992 – «Железный путь», выставочный зал «Ходынка», Москва; Тверская областная картинная галерея, Тверь
1992 – Volksbank, Троссинген, ФРГ
1992 – выставка из собрания Историко-архитектурного и художественного музея «Новый Иерусалим», Киноцентр, Москва; РИА «Новости», Москва; Библиотека иностранной литературы, Москва
1991 – «Арт-Миф-2», стенд галереи «Мелихов», ЦВЗ «Манеж», Москва (каталог)
1991 – «Культурный обмен. Вашингтон – Москва», ЦДХ, Москва (буклет)
1991 – «Вашингтон – Москва», Библиотека Карнеги, Вашингтон, США (каталог)
1991 – «Железный путь», выставочный зал Железнодорожного района, Москва (буклет)
1991 – Историко-архитектурный и художественный музей «Новый Иерусалим», Истра, Московская обл.
1991 – «Другое искусство», Государственная Третьяковская галерея, Москва; Государственный Русский музей, Санкт-Петербург (каталог)
1990 – 1991 – «Вашингтон – Москва», Государственная Третьяковская галерея, Москва
1990 – «Арт-Миф-1», стенд галереи «Мелихов», ЦВЗ «Манеж», Москва (каталог)
1990 – «Альтернативное искусство 1960-х годов», Российский Фонд культуры, Москва
1990 – «В сторону объекта», выставочный зал на ул. Ак. Миллионщикова («Каширка»), Москва; Амстердам, Голландия
1990 – «А. Гросицкий, Н. Касаткин, Д. Пригов, И. Шелковский», выставочный зал на ул. Ак. Миллионщикова («Каширка»), Москва
(каталог «Григорий Давидович Брускин. Андрей Борисович Гросицкий. Николай Иванович Касаткин. Борис Константинович Орлов. Дмитрий Александрович Пригов». М., 1989)
1990 – «Научно-технический прогресс», выставочный зал, Кузнецкий мост, 11, Москва
1989 – «Новое искусство из Москвы», аукцион «Гаусведелл и Нолте», Гамбург, ФРГ (каталог)
1989 – «Лабиринт», Варшава; Schloss Woterse, Гамбург (каталог)
1988 – «Лабиринт», Дворец молодежи, Москва
1988 – «Художник и современность. 2-я выставка Первого творческого объединения МОСХ», выставочный зал, Кузнецкий мост, 11, Москва
1987 – «Ретроспекция. 1957-87», л/о «Эрмитаж», выставочный зал «Беляево», Москва
1987 – «Художник и современность. 1-я выставка Первого творческого объединения МОСХ», выставочный зал на ул. Ак. Миллионщикова («Каширка»), Москва
1976 – групповая выставка произведений московских художников («экспериментальная»), выставочный зал МОСХ на ул. Беговая, Москва
1976 – «Весенние квартирные выставки», мастерская М. Одноралова, Москва
1975 – выставка произведений московских художников, павильон «Дом культуры», ВДНХ, Москва
1975 – «Предварительные квартирные просмотры к Всесоюзной выставке», Москва
До 1968 – участник московских и всесоюзных молодежных выставок